# Anton Neffat
Anton Neffat, slovenski dirigent, * 22. marec 1893, Rovinj, Istra, † 30. april 1950, Ljubljana, Slovenija.

## Življenje
Glasbo je študiral v Gorici in od 1912 do 1914 na Dunaju. V ljubljanski Operi je pričel z delom v sezoni 1921/1922 in tam ostal do konca druge svetovne vojne. V Ljubljani je deloval še kot dirigent Akademskega pevskega zbora in kot korepetitor v operni šoli. Bil je zelo zaposlen - tako je v sezoni 1930/1931 dirigiral kar 15 različnih opernih in operetnih predstav.
Leta 1946 je odšel v Maribor, kjer je pomagal z veliko mero entuziazma in ljubezni obnoviti mariborsko Opero. Postal je tudi njen prvi direktor in dirigent. Prve predstave pod njegovo taktirko so pomenile lep umetniški uspeh in zato so mu leta 1949 podelili Prešernovo nagrado.
Ukvarjal se je tudi s komponiranjem in publicistiko.